# Peter Leo Gerety
Peter Leo Gerety (Shelton (Connecticut), 19 juli 1912 - Totowa (New Jersey), 20 september 2016) was een Amerikaans geestelijke en een aartsbisschop van de Rooms-Katholieke Kerk.
Gerety begon in 1932 met zijn  priesterstudie. Hij werd op 29 juni 1939 priester gewijd. Op 4 maart 1966 werd hij benoemd tot bisschop-coadjutor van Portland en tot titulair bisschop van Crepedula. Zijn bisschopswijding vond plaats op 1 juni 1966. Toen Daniel Feeney op 15 september 1969 overleed, volgde Gerety hem op als bisschop van Portland. Op 25 maart 1974 volgde zijn  benoeming tot aartsbisschop van Newark.
Gerety ging op 3 juni 1986 met emeritaat. Hij was vanaf 1 januari 2015 de oudste nog levende bisschop van de Rooms-katholieke kerk. Gerety werd 104 jaar oud.
- Library of Congress Control Number: n95117010
- Virtual International Authority File: 14026005
- WorldCat: E39PBJy8wCKTpFq9p96KgYyPQq